# エポプロステノール
エポプロステノール（Epoprostenol）は、天然型のプロスタグランジンI2（PGI2）製剤である。血管拡張作用を持つので、肺動脈性肺高血圧症の治療に用いられる。投与方法は点滴静脈注射である。商品名はフローラン。

## 効能・効果
- 肺動脈性肺高血圧症[4][5][3]

肺高血圧症の患者において，吸入エポプロステノールは肺動脈圧を低下させ、心臓手術を受ける患者の右心室拍出量を改善する。60μgの投与は血行動態的に安全であり、その効果は25分後に完全に消失する。吸入エポプロステノールの投与後に血小板の機能障害や外科的出血の増加を示す証拠は見つかっていない。

## 警告
過度の血圧低下、低血圧性ショック、徐脈、意識喪失・意識障害等の重大な副作用が認められている。

## 禁忌
エポプロステノールは、下記の患者には禁忌である。
- 右心不全の急性増悪時の患者
- 重篤な左心機能障害のある患者
- 重篤な低血圧の患者
- 投与開始時に肺水腫が増悪した患者

## 副作用
重大な副作用として、下記の副作用が知られている。
- ショック状態（2.9%）
- 肺水腫（頻度不明）
- 甲状腺機能亢進症（頻度不明）
- 血小板減少（8.6%）

本剤は、顔面紅潮、頭痛、低血圧を引き起こすことが知られている。

## 分布
プロスタサイクリンの体内濃度は、点滴開始後15分以内に定常状態に達する。臓器・組織内分布は肝臓（31.3%）、小腸（8.9%）、腎臓（3.9%）の他は、1%以下であった。

## 代謝
半減期42秒で6-keto-PGF1に分解される。6-keto-PGF1はより弱い血管拡張作用を示す。

## 合成法
プロスタサイクリンは、プロスタグランジンF2αのメチルエステルから合成される。

## 参考資料
1. ↑  “KEGG DRUG: エポプロステノールナトリウム”. www.genome.jp. 2021年8月25日閲覧。
2. ↑  "epoprostenol" - ドーランド医学辞典
3. 1 2 3 4 5 6  “静注用フローラン0.5mg／静注用フローラン0.5mg（溶解液付）／静注用フローラン1.5mg／静注用フローラン1.5mg（溶解液付）／静注用フローラン専用溶解液 添付文書”. www.pmda.go.jp.   PMDA. 2021年8月25日閲覧。
4. ↑  “Epoprostenol Sodium Monograph for Professionals”. Drugs.com.   AHFS (2020年4月6日). 2020年10月22日閲覧。
5. ↑  “Flolan- epoprostenol sodium injection, powder, lyophilized, for solution Diluent- water solution”. DailyMed (2019年11月15日). 2020年10月22日閲覧。
6. ↑  Haché, M; Denault, A; Bélisle, S; Robitaille, D; Couture, P; Sheridan, P; Pellerin, M; Babin, D et al. (Mar 2003). “Inhaled epoprostenol (prostacyclin) and pulmonary hypertension before cardiac surgery.”. The Journal of Thoracic and Cardiovascular Surgery 125 (3):  642–9. doi:10.1067/mtc.2003.107. PMID 12658208.
7. ↑  
Nickson, C. (2015, October 28). Prostacyclin or Epoprostenol. Retrieved November 16, 2015, from http://lifeinthefastlane.com/ccc/prostacyclin-or-epoprostenol/
8. ↑  Taylor, B. M.; Sun, F. F. (1980-07). “Tissue distribution and biliary excretion of prostacyclin metabolites in the rat”. The Journal of Pharmacology and Experimental Therapeutics 214 (1):  24–30. ISSN 0022-3565. PMID 6993658.
9. ↑  Cawello, W; Schweer, H; Müller, R; Bonn, R; Seyberth, HW (1994). “Metabolism and pharmacokinetics of prostaglandin E1 administered by intravenous infusion in human subjects.”. European Journal of Clinical Pharmacology 46 (3):  275–7. doi:10.1007/BF00192562. PMID 8070511.
10. ↑  Johnson, Roy A.; Lincoln, Frank H.; Nidy, Eldon G.; Schneider, William P.; Thompson, John L.; Axen, Udo (1978). “Synthesis and characterization of prostacyclin, 6-ketoprostaglandin F1.alpha., prostaglandin I1, and prostaglandin I3”. Journal of the American Chemical Society 100 (24):  7690. doi:10.1021/ja00492a043.